# La Frontera (El Hierro)
La Frontera ist eine der drei Gemeinden der Kanareninsel El Hierro und nimmt den nordwestlichen Teil der Insel ein. Der gleichnamige Ort ist Verwaltungssitz des Gemeindebezirks. Am 15. September 2007 wurde der ehemalige südliche Teil der Gemeinde La Frontera zur selbständigen Gemeinde El Pinar.

## Allgemeines
Der Ort La Frontera und sein Ortsteil Tigaday haben zusammen El Hierros Hauptstadt Valverde in Größe und Einwohnerzahl überholt. Das Rathaus (Ayuntamiento) der Gemeinde steht im Ortsteil Tigaday und ist seit 1912 ihr Verwaltungssitz.
Die alte Kirche Nuestra Señora de la Candelaria steht an der Plaza de Candelaria, von wo aus sich die einzige Straße, die Carretera General, in vielen Serpentinen ins Tal El Golfo windet. Direkt neben der Kirche steht die Lucha-Canaria-Arena. Hier wird unter freiem Himmel der Kanarische Ringkampf, der Lucha Canaria ausgetragen.

## Orte der Gemeinde
Die Einwohnerzahlen in Klammern stammen aus dem Jahr 2005.
- La Frontera (1.354 Einwohner)
- Tigaday (1.231 Einwohner)
- Sabinosa (314 Einwohner)
- Las Puntas (234 Einwohner)

## Quellen

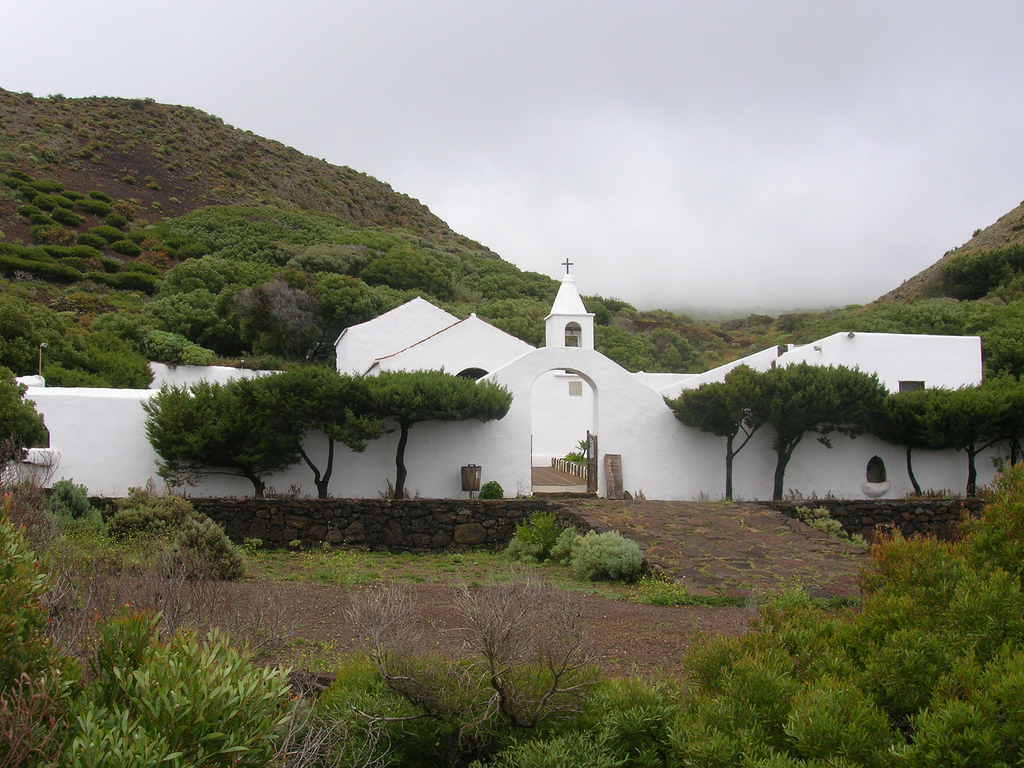
Kirche „Virgen de Los Reyes“